# ヤンバルハコベ
ヤンバルハコベ Drymaria diandra Blume はナデシコ科の柔らかな一年生の草本である。日本では南西諸島にあり、より南の地域では薬草などにも用いられている。別名ネバリハコベ。

## 特徴
小柄な一年生の草本。茎は地表を這って伸び、節からは根を下ろし、先端の方では分枝しつつ立ち上がる。枝全体の長さは30～80cmに達する。葉は対生で、短い柄がある。葉身は腎円形で長さ5～20mm、幅5～25mmとやや横長になっており、無毛で3～5本の主脈がある。托葉は膜質で糸状に裂けている。
花期は秋以降で、葉脇から花序を出し、集散花序を着ける。苞は長楕円形で長さ1～2mmと小さい。花柄には粉状の毛が一面にある。萼片は5個あり、長楕円形で長さ3mmほど。花弁は5個、長さは萼より短くて深く2つに裂ける。雄しべは普通は5個、柱頭は3個となっている。蒴果は萼片とほぼ同じ長さとなり、先端が3つに割れる。種子は1～2個あり、円形で扁平、いぼ状突起がある。
和名は山原ハコベの意で、山原とは沖縄本島北部を指す。英名はChickweed である。別名はネバリハコベ、ちなみに沖縄県名護ではミジグサーと呼ぶ由。

## 分布と生育環境
日本では沖縄からのみ知られ、国外では中国からインドシナ、マレーシア、インド、更にアフリカ、オーストラリアにまで分布する。
路傍や耕地などに生える。山裾や山間路傍のやや湿地がかったところに生える。
ネパールにおいては標高2000mまでの木陰で湿った場所に密な集団を形成して生育しているという。

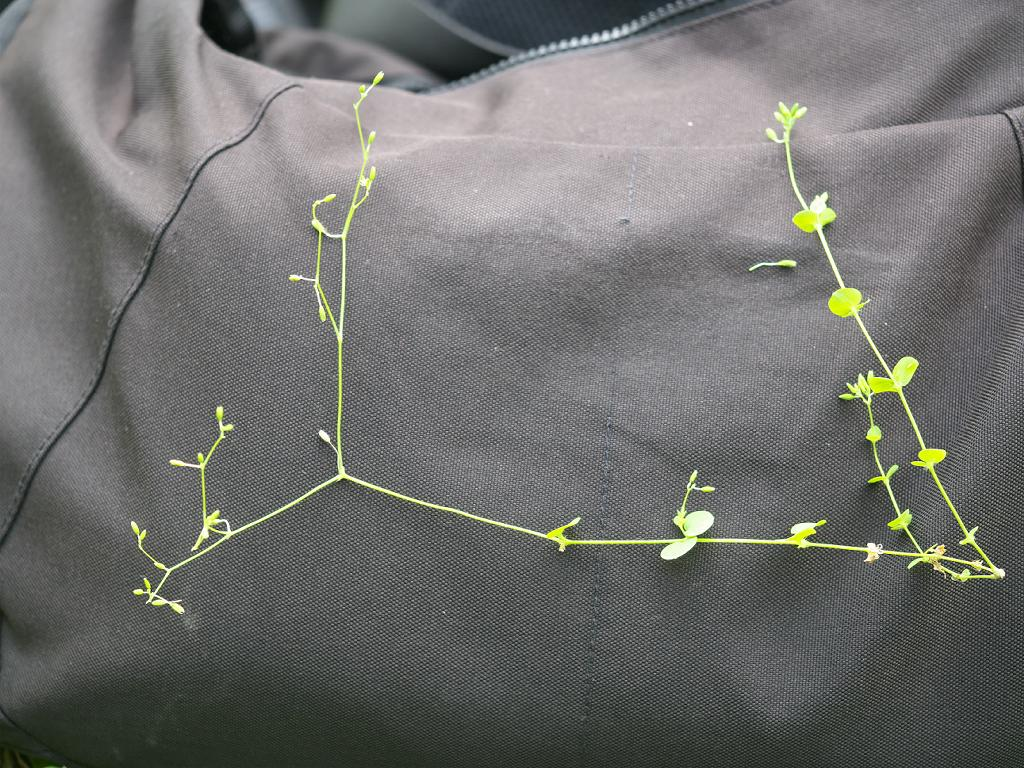
全体の形
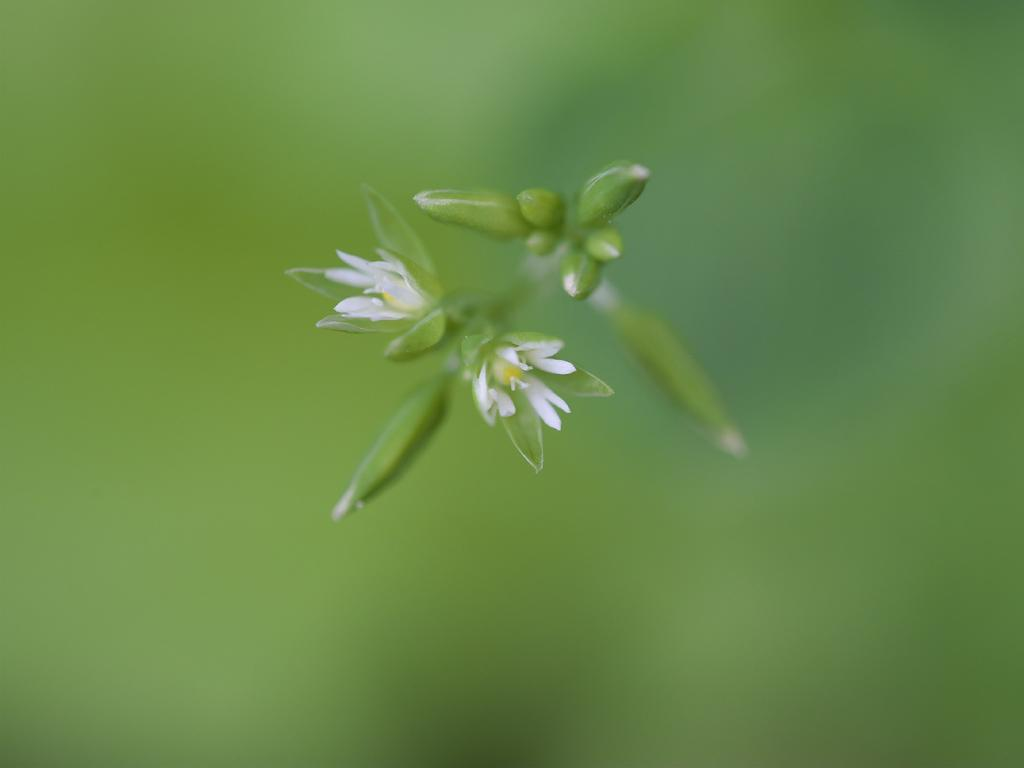
花
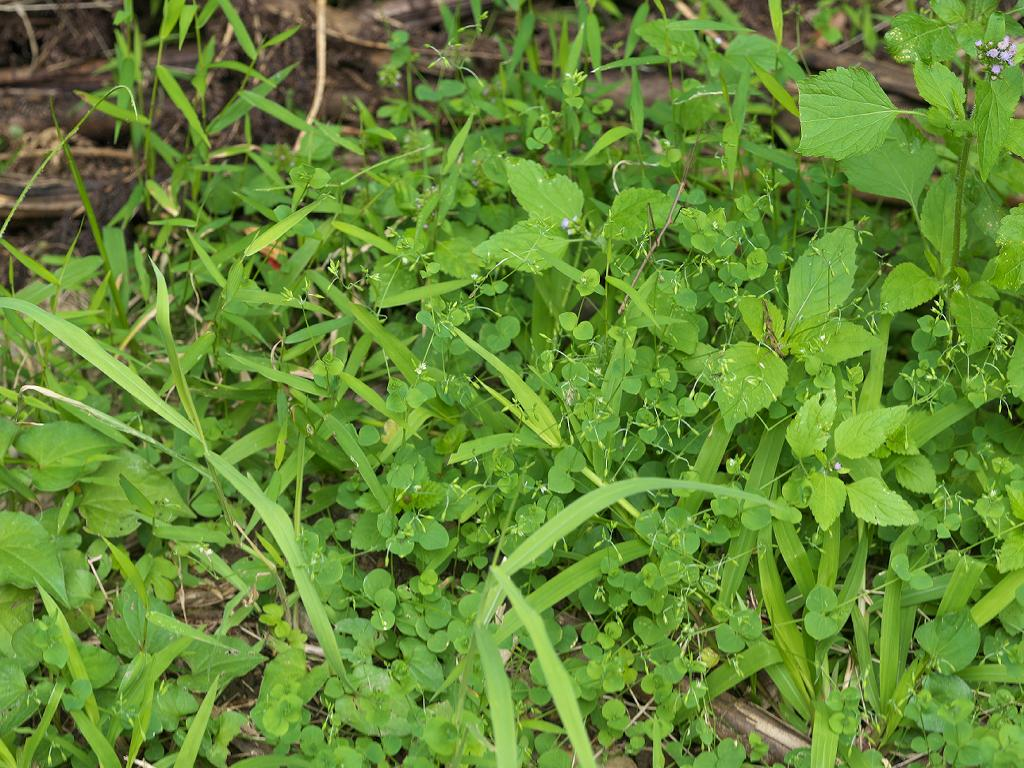
湿った木陰に群生している様子

## 分類・類似種
本種の属するヤンバルハコベ属は世界の熱帯域に約50種が知られるが、日本に自生しているのは本種のみである。
なお同属のオムナグサ D. cordata が八丈島などの伊豆諸島に帰化しており、外見では本種ととてもよく似ているが、この種は中南米の系統のものである。本種と異なり、花は葉脇に単独で生じ、また種子が蒴果の中に7～8個含まれる。

## 人間との関係
南西諸島では湿った畑地の雑草として見られるものである。飼料ともされる。
日本では特に重視されることはないが、海外では伝統的な医療に用いられてきた地域がある。たとえばネパール語ではこの種を一般に 'Abjhijalo' と呼び、その茎と葉をぜんそく、ヘビによる咬傷、肺炎に用いられた。またこの草の地上部はそのまま野菜としても用いられ、そのジュースは胃、潰瘍、発熱、咳、頭痛に有用とされるなど様々な用途に使われている。そのためにその成分に関して様々な研究がなされてきている。

## 保護の状況
環境省のレッドデータブックには指定がなく、県別でも熊本県に情報不足の指定があるのみである。日本での分布は限られているものの、その範囲ではごく普通に見られるものと言うことのようである。